# La'Keshia Frett
La'Keshia Frett, coniugata Meredith (Carmel, 12 giugno 1975), è un'ex cestista, allenatrice di pallacanestro e dirigente sportiva statunitense, professionista nella WNBA.

## Carriera
È stata selezionata dalle Los Angeles Sparks al quarto giro del Draft WNBA 1999 (40ª scelta assoluta).
Con gli Stati Uniti ha disputato due edizioni delle Universiadi (Fukuoka 1995, Sicilia 1997).
Dal 2019 al 2021 è stata vice-allenatore della Auburn University.